# Qualificazioni al campionato europeo maschile di calcio 2016 - Gruppo B
Il Gruppo B è stato uno dei nove gironi per la determinazione delle squadre partecipanti alla fase finale del campionato europeo di calcio 2016. Il Gruppo B era composto da sei squadre: Andorra, Belgio, Bosnia ed Erzegovina, Cipro, Galles ed Israele, che si sono affrontate in un girone all'italiana con gare di andata e ritorno tra settembre 2014 ed ottobre 2015.
Tramite il Gruppo B si sono qualificate alla fase finale le nazionali di Belgio e Galles, rispettivamente prima e seconda classificata del girone. Come terza classificata, la Bosnia ed Erzegovina si qualificò agli spareggi, in cui incontrò l'Irlanda, risultando sconfitta.

## Classifica
| Squadra              | P.ti | G  | V | P | S  | RF | RS | DR  |
| -------------------- | ---- | -- | - | - | -- | -- | -- | --- |
| Belgio               | 23   | 10 | 7 | 2 | 1  | 24 | 5  | +19 |
| Galles               | 21   | 10 | 6 | 3 | 1  | 11 | 4  | +7  |
| Bosnia ed Erzegovina | 17   | 10 | 5 | 2 | 3  | 17 | 12 | +5  |
| Israele              | 13   | 10 | 4 | 1 | 4  | 16 | 13 | +2  |
| Cipro                | 12   | 10 | 4 | 0 | 5  | 16 | 17 | -1  |
| Andorra              | 0    | 10 | 0 | 0 | 10 | 4  | 36 | -32 |

## Risultati

### Prima giornata
| Arbitro: | Vinčić |

|         |           |               |
| Lima 6’ | Marcatori | 22’, 81’ Bale |

| Arbitro: | Aranovskiy |

|             |           |                    |
| Ibišević 6’ | Marcatori | 45’, 73’ Christofi |

### Seconda giornata
| Arbitro: | Bojko |

|                                                                 |           |  |
| De Bruyne 31’ (rig.), 34’ Chadli 37’ Origi 59’ Mertens 65’, 68’ | Marcatori |  |

| Arbitro: | Orsato |

|              |           |                         |
| Makrides 67’ | Marcatori | 38’ Damari 45’ Ben Haim |

| Cardiff 10 ottobre 2014, ore 20:45 UTC+0 | Galles     | 0 – 0 referto | Bosnia ed Erzegovina | Cardiff City Stadium (30 741 spett.)\| Arbitro: \| Bezborodov \| |
| Arbitro:                                 | Bezborodov |               |                      |                                                                  |

### Terza giornata
| Arbitro: | Balaj |

|                 |           |                                        |
| Lima 15’ (rig.) | Marcatori | 3’, 41’, 82’ Damari 90+6’ (rig.) Hemed |

| Arbitro: | Banti |

|           |           |                |
| Džeko 28’ | Marcatori | 51’ Nainggolan |

| Arbitro: | Gräfe |

|                               |           |           |
| Cotterill 13’ Robson-Kanu 23’ | Marcatori | 36’ Laban |

### Quarta giornata
| Bruxelles 16 novembre 2014, ore 18:00 CET | Belgio   | 0 – 0 referto | Galles | Stadio Re Baldovino (41 535 spett.)\| Arbitro: \| Královec \| |
| Arbitro:                                  | Královec |               |        |                                                               |

| Arbitro: | Clattenburg |

|                                                     |           |  |
| Merkis 9’ Efraim 31’, 42’, 60’ Christofi 87’ (rig.) | Marcatori |  |

| Arbitro: | Lahoz |

|                                    |           |  |
| Vermouth 36’ Damari 45’ Zahavi 70’ | Marcatori |  |

### Quinta giornata
| Arbitro: | Vad |

|  |           |                     |
|  | Marcatori | 13’, 49’, 62’ Džeko |

| Arbitro: | Hațegan |

|                                                        |           |  |
| Fellaini 21’, 66’ Benteke 35’ Hazard 67’ Batshuayi 80’ | Marcatori |  |

| Arbitro: | Mažić |

|  |           |                            |
|  | Marcatori | 45+1’ Ramsey 50’, 77’ Bale |

| Arbitro: | Clattenburg |

|  |           |             |
|  | Marcatori | 9’ Fellaini |

### Sesta giornata
| Arbitro: | Welz |

|                     |           |                       |
| D. Júnior 2’ (aut.) | Marcatori | 13’, 45’, 53’ Mytidis |

| Arbitro: | Buquet |

|                                   |           |              |
| Višća 42’, 75’ Džeko 45+2’ (rig.) | Marcatori | 41’ Ben Haim |

| Arbitro: | Brych |

|          |           |  |
| Bale 25’ | Marcatori |  |

### Settima giornata
| Arbitro: | De Sousa |

|                                              |           |           |
| Fellaini 23’ De Bruyne 44’ Hazard 78’ (rig.) | Marcatori | 15’ Džeko |

| Arbitro: | Marciniak |

|  |           |          |
|  | Marcatori | 82’ Bale |

| Arbitro: | Bognar |

|                                                 |           |  |
| Zahavi 3’ Biton 22’ Hemed 26’ (rig.) Dabour 38’ | Marcatori |  |

### Ottava giornata
| Cardiff 6 settembre 2015, ore 18:00 UTC+0 | Galles | 0 – 0 referto | Israele | Cardiff City Stadium\| Arbitro: \| Bebek \| |
| Arbitro:                                  | Bebek  |               |         |                                             |

| Arbitro: | Hunter |

|                                  |           |  |
| Bičakčić 14’ Dzeko 30’ Lulic 45’ | Marcatori |  |

| Arbitro: | Bezborodov |

|  |           |            |
|  | Marcatori | 86’ Hazard |

### Nona giornata
| Arbitro: | Gil |

|                 |           |                                                             |
| Lima 51’ (rig.) | Marcatori | 19’ Nainggolan 42’ De Bruyne 56’ (rig.) Hazard 64’ Depoitre |

| Arbitro: | Undiano Mallenco |

|                        |           |  |
| Đurić 71’ Ibišević 90’ | Marcatori |  |

| Arbitro: | De Sousa |

|           |           |                          |
| Biton 76’ | Marcatori | 58’ Júnior 80’ Demetriou |

### Decima giornata
| Arbitro: | Sidiropoulos |

|                                      |           |           |
| Mertens 64’ De Bruyne 78’ Hazard 84’ | Marcatori | 88’ Hemed |

| Arbitro: | Taylor |

|                               |           |                               |
| Charalampidīs 32’ Mitidis 41’ | Marcatori | 13’, 44’ Medunjanin 67’ Đurić |

| Arbitro: | Blom |

|                     |           |  |
| Ramsey 50’ Bale 86’ | Marcatori |  |

## Classifica marcatori
7 gol
- Edin Džeko
- Gareth Bale

5 gol
- Kevin De Bruyne
- Eden Hazard
- Omer Damari

4 gol
- Marouane Fellaini
- Nestoras Mitidis

3 gol
- Ildefonso Lima
- Dries Mertens
- Dīmītrīs Christofī
- Geōrgios Efraim
- Tomer Hemed

2 gol
- Radja Nainggolan
- Milan Đurić
- Vedad Ibišević
- Haris Medunjanin
- Edin Višća
- Aaron Ramsey
- Tal Ben Haim
- Nir Biton
- Eran Zahavi

1 gol
- Michy Batshuayi
- Christian Benteke
- Nacer Chadli
- Laurent Depoitre
- Divock Origi
- Ermin Bičakčić
- Senad Lulić
- Kōnstantinos Charalampidīs
- Jason Demetriou
- Dossa Júnior
- Vincent Laban
- Kōnstantinos Makridīs
- Giōrgos Merkīs
- David Cotterill
- Hal Robson-Kanu
- Moanes Dabour
- Gil Vermouth

1 autogol
- Dossa Júnior (pro  Andorra)